# Estádio Municipal Amaro Cassep
O Estádio Municipal Amaro Cassep é um estádio de futebol situado na cidade de Rio Pardo, no estado do Rio Grande do Sul. Pertence à Prefeitura Municipal de Rio Pardo e é utilizado pela Associação Esportiva Social e Recreativa Riopardense. Tem capacidade para cerca de 1.500 pessoas.